# Cheveuges-Saint-Aignan
Cheveuges-Saint-Aignan est une ancienne commune française, située dans le département des Ardennes en région Grand Est.

## Toponymie
Cheveuges s'écrivait Cavouges ou encore Cavoges en dialecte ardennais (nord champenois) dans les chartes du XVIIe siècle.

## Histoire
Par arrêté préfectoral du 11 septembre 1964, la commune de Cheveuges-Saint-Aignan est créée le 1er octobre 1964 par la fusion des communes de Cheveuges et de Saint-Aignan. Le chef-lieu de la commune est fixé à Cheveuges.
Par arrêté préfectoral du 10 décembre 1985, la commune de Cheveuges-Saint-Aignan est dissoute le 1er janvier 1986 et les communes de Cheveuges et de Saint-Aignan sont rétablies.

## Administration
| Période                                  | Période | Identité | Étiquette | Qualité |
| ---------------------------------------- | ------- | -------- | --------- | ------- |
| Les données manquantes sont à compléter. |         |          |           |         |
|                                          |         |          |           |         |

## Démographie
| 1968 | 1975 | 1982 |
| ---- | ---- | ---- |
| 451  | 416  | 486  |